# سقاية خضر بك
سقاية خضر بك
خضر بك، ينتسب إلى أسرة آل عبد الجليل وحكمت الحلة في القرنين الثاني عشر والثالث عشر للهجرة. وهو خضر بك بن عبد الله جلبي بن (امير ركب الحاج) محمد ياسين جلبي المتوفى سنة 1797م. انشأ خضر بك سقاية للنفع العام في جامعه الذي شيده في محلة إمام طه في شرقي بغداد سنة 1785م، وخصص لها شيئاً من الأوقاف، واشترط ان يشترى الماء من شاطيء نهر دجلة بمئة وثلاثين آقجة يومياً. كما انه جعل للعاملين فيها راتباً ثابتاً. وفي سنة 1823م، وقفت السيدة رحمة خاتون بنت عبد الكريم جلبي بن محمد ياسين جلبي من اسرة الواقف الأول، عدداً من البساتين على مصالح الجامع وسقايته. وعندما قام المتولي باعادة اعمار الجامع وتجديده لم يقم ببناء هذا المشروع الخيري، ومن حينها انقطعت اخبار هذه السقاية. 